# 環境コンサルタント
環境コンサルタント（かんきょうコンサルタント、英: environmental consultant）とは、官公庁並びに民間企業、団体等をクライアントとして、環境保全に関する企画立案、制度設計、調査、解析（一部にシミュレーション等を含む）などのコンサルティング業務を行う企業、または個人を指す一般的な通称である。

## 主な業種概要
環境保全に関する専門的知識や豊富な経験を持ち、その知識や経験に基づき自治体の環境政策、企業の環境に関連するコンサルティング、市民やNGO、事業者など様々な立場の環境保全活動に対するコンサルティングを実施する。そのほか、大気・水質・地質・騒音・植物・動物の生態系などの幅広い環境調査を行い、その調査結果から開発の影響を予測・評価し、それらを把握する環境会計や環境報告書の作成、環境保全のためのコスト算出などを行うが、場合によっては、事業計画が環境に著しく影響を及ぼすと判断した場合、それを回避するための対策を立案し提案も行う。

### 建設系
国土交通省が規定している建設コンサルタントから派生した企業。これは自治体などが環境基本計画策定を外部専門機関に依頼し、そうした機関等は自然との共生を目指すまちづくりを専門とすることが多いためや、日本国内においては、大規模な建設工事や道路工事などの開発事業を行うには、「環境アセスメント」と呼ばれる環境への影響を調査・予測・評価を行うことが義務付けられており、それらを実施するのが、通常開発事業をも担う建設コンサルタントであるという実態がある。国土交通省が発注する環境関係業務・コンサルティング業務を行うには、国土交通省が定める建設コンサルタントとして登録を行う必要があるが、下記留意点を参照。官公庁が発注する環境に関するコンサルティング関連の業務を行っている業種は建設コンサルタントを参照のこと。

### アセスメント系
総合衛生管理業務や飲料水・排水・廃棄物・土壌・大気などの環境測定分析や作業環境測定を受託実施する企業体から派生した環境コンサルタントも多くある。これらはあらゆる有害物質のサンプリング、高品質の微生物管理（院内感染対策等）を含む清掃管理を、さらに食中毒菌をはじめとする微生物対策、およびHACCP（ハセップ）システムに対応する調査・分析と総合衛生管理を提案・モニタリングおよび対策についての環境コンサルティング、排水設備等の相談、医療施設等や食品・薬品工場等の衛生管理、製品・サービスの環境配慮を進めるライフサイクルアセスメント（LCA）対応、環境調査・測定分析を通じて、顧客に対しベストソリューションを提供する。
分析サービス業はもともと、分析試験サービスで最も重要なデータの信頼性として、国際的な規格（ISO9001、ISO17025、医薬品GLP、農薬GLP）に基づく品質システムで確保するため、また計量法第107条で定められている計量証明事業者、計量証明事業の登録（音圧レベル、濃度、振動加速度レベル）、建築物衛生登録、作業環境測定機関登録、特定計量証明事業者認定、建築物空気環境測定業登録、建築物飲料水水質検査業登録、食品衛生法に基づく食品検査登録機関、厚生労働省登録検査機関として水道法第20条に基づく水質検査登録機関、環境省ダイオキシン類の請負調査の受注資格、環境省　土壌汚染対策法指定調査機関など指定機関登録を行うため、知識を蓄積し取得ノウハウ支援を請け負う企業をつかさどることが可能である。

### 法規制系
環境保全活動などへの助言・指導、環境診断としてあらゆる業種・規模の企業等を対象に、環境法規制の順守状況（コンプライアンス）や温暖化防止対策、環境マネジメントシステム運用状況などを診断し、改善策を特定するサービスや、近年ではISOコンサルタントと呼ばれる、ISO14001の運用からISO9001/14001や各種認定（プライバシーマーク、ISMS、ISO 22000、ISO14064、HACCP、OHSAS）システム対応や取得支援も存在する。

### CSR系
環境経営支援（環境パートナー）、統合認証支援、CSR/社会・環境報告書作成や各種の環境総合コンサルティングを請け負う企業も環境コンサルタント。

### カーボンオフセット・排出権取引系
地球温暖化対策支援（CDM/JI）、LCA、カーボンフットプリント、排出権取引、カーボンオフセットなどを行う環境コンサルタント。

### 廃棄物系
廃棄物対策支援を行う環境コンサルタント。

## 資格
環境に関する仕事をする上での資格が、目的別に数多くあるため、技術士（環境・建設部門ほか）のほか、環境計量士（環境計測士）、港湾海洋調査士（環境調査）、公害防止管理者（大気・水質）、環境アセスメント士（生活環境部門・自然環境部門）、ビオトープ管理士（計画・施工）、環境カウンセラー（事業者部門・市民部門）、環境アセスメント調査員、作業環境測定士、環境保全エンジニア、環境分析技術者、臭気判定士、医療環境管理士、生物分類技能検定資格などを取得しコンサルタントとして活動する者も多い。
なお、技術士が有資格者として認められているものの例については、以下の通り。
- 労働災害防止のため建設工事などの計画に参画させる者 - 労働安全衛生法(第88条第5項、労働安全衛生規則第2条の3、労働安全衛生規則別表第9) - 技術士建設部門第二次試験合格者
- 労働契約の特例/専門的知識等を有する労働者 - 労働基準法(第14条第1項第1号、第14条第1項第1号の規定)に基づき厚生労働大臣が定める規準（H10.10.22労働省告示第356号）ニ ル - 技術士・全技術部門

- 汚染土壌処理業における汚染土壌の処理の事業を行うに足りる技術的能力を説明する書類で示す、汚染土壌処理施設の維持管理及び汚染土壌の処理を的確に行うに足りる知識及び技能を有する者 - 土壌汚染対策法の一部を改正する法律（平成21年法律第23号)第22条、汚染土壌処理業の許可の申請の手続等に関する省令第2条第2項第8号,省令第4条第2号 平成22 年2 月26日付け環水大土発第100226001 号環境省水・大気環境局土壌環境課長通知) - 大気の汚染に係る公害の防止に必要な知識は衛生工学部門（大気管理）第二次試験合格者、水質の汚濁に係る公害の防止に必要な知識は衛生工学部門（水質管理）第二次試験合格者
- 公共下水道又は流域下水道の維持管理を行う者 - 下水道法(第22条第1項、第2項 下水道法施行令第15条第8号、第15条の3第8号下水道法施行令第15条第8号の建設大臣が定める技術部門及び選択科目-S46.10.9建設省告示第1706号、下水道法施行令第15条の3第8号の国土交通大臣及び環境大臣が定める技術部門及び選択科目-S46.10.9厚生省・建設省告示第2号） - 技術士上下水道部門（下水道）、技術士衛生工学部門（水質管理、廃棄物管理(汚物処理を含む））の第二次試験合格者
- 公共下水道又は流域下水道の設計又は工事の監督管理を行う者 - 下水道法(第22条第1項、下水道法施行令第15条第8号) - 上下水道部門第二次試験合格者

また、技術士が資格試験の一部あるいは全部を免除されているものの例については、以下の通り。
- 建築物環境衛生管理技術者 (建築物における衛生的環境の確保に関する法律（ビル管理法） - 受講資格を認定 - 技術士機械部門、電気電子部門、上下水道部門、衛生工学部門
- 労働安全コンサルタント(労働安全衛生法) - 筆記試験一部免除 - 以下の第二次試験合格者,機械部門、船舶・海洋部門、航空・宇宙部門、電気電子部門、化学部門、金属部門、資源工学部門、建設部門、農業部門（農芸化学、農業土木）、森林部門（森林土木）、経営工学部門（生産マネジメント）
- 労働安全コンサルタント(労働安全衛生法) - 受講資格を認定 - 第二次試験合格者,全技術部門
- 労働衛生コンサルタント(労働安全衛生法) - 筆記試験一部免除 - 衛生工学部門第二次試験合格者
- 労働衛生コンサルタント(労働安全衛生法) - 受講資格を認定 - 全技術部門第二次試験合格者
- 作業環境測定士（第1種･第2種、作業環境測定法） - 筆記試験一部免除 - 技術士化学部門、技術士金属部門、衛生工学部門、技術士応用理学部門
- 作業環境測定士（第1種･第2種、作業環境測定法） - 受講資格を認定 - 第二次試験合格者の全技術部門
- 環境省 - 廃棄物処理施設技術管理者(廃棄物の処理及び清掃に関する法律)- 申請資格を認定 - 化学部門、上下水道部門、衛生工学部門の各第二次試験合格者
- 廃棄物処理施設技術管理者(廃棄物の処理及び清掃に関する法律)- 申請資格一部認定 - 第二次試験合格者,化学部門、上下水道部門、衛生工学部門以外の技術士
- 環境カウンセラー (環境カウンセラー登録制度実施規定-環境庁告示) - 登録審査の加算要素の一つとして認定 - 技術士環境部門、衛生工学部門等環境関連部門

技術士に、受講資格を認定する例は以下の通り。
- 特定工場における公害防止管理者（ばい煙発生施設、汚水等排出施設、騒音発生施設、振動発生施設, 特定工場における公害防止組織の整備に関する法律) - 技術士の機械部門（加工・ファクトリーオートメーション及び産業機械）、化学部門、金属部門（非鉄生産システム）、上下水道部門、衛生工学部門（水質管理）、農業部門（農芸化学）、応用理学部門（物理及び化学）

労働衛生コンサルタント（労働衛生工学） 、プライバシーマークシステムコンサルタント企業の社会的責任（CSR）に関するコンサルタントなど、NPO法人住環境測定協会が主催し、住環境に関する測定と改善・予防に関するコンサルタント育成試験として住環境測定士資格試験のようにコンサルタント育成を目的とした資格、環境マネジメントシステムの審査員、品質マネジメントシステム審査員 食品安全マネジメントシステム審査員やEMS審査員評価判定。ISO14000内部環境監査員などの審査員資格などがあるため、資格取得の支援を行う環境コンサルタントもある。

## 業務内容
環境コンサルタントには定義がないため、行っている業務内容も環境に関すること様々である。
必ずしも以下に示した内容に限定されるものではない。なお環境アセスメントは、環境関連業務のごく一部である。
- 環境関連の条例・制度設計支援
- 環境ビジネス支援（環境ビジネス企画事業、補助金取得支援、環境商品共同研究）
- 環境教育（環境教育セミナー、出版補助）
- 環境相談（環境関連法規制相談　等
- 各種環境分析と対応コンサルティング（作業環境測定。騒音・振動測定。 水質調査・分析 各種。井戸水等飲料水分析、プール水分析　建築物飲料水水質検査、土壌・廃棄物分析。土壌汚染対策法に基づく土壌調査、大気質測定・分析、大腸菌等微生物分析、建築物空気環境測定、食品衛生法に基づく食品検査、温泉法に基づく温泉成分分析など）
- 環境技術業務・環境評価事業、化学物質（アスベスト・ダイオキシン・PCB 等）検査、シックハウス等対策まなど
- 環境行政支援（国業務委託・自治体向けサービス）地域環境計画策定支援、環境調査、マネジメントシステム、環境アセスメント 動植物、水生生物、自然環境調査など。
- 環境問題に関する調査・予測・評価
- 環境機器の計画・選定・評価
- ISO14001の認証取得支援
- 環境報告書作成支援
- 環境経営支援　従来の経営管理手法に環境面、CSR面を加えた経営の支援

## 留意点
- 官公庁をクライアントとした環境影響評価（環境アセスメント）等の業務においては、業務受託要件として、建設コンサルタントの業務と重複する業務分野もある。環境コンサルティングを国土交通省の建設コンサルティング業務（調査・計画解析・設計・管理等）を行う、国土交通省の規定による建設コンサルタントとしての委託業務などでは技術士（建設部門の建設環境分野かその他建設部門）の資格が必要である。
- 環境省の人材登録である環境カウンセラーは個人であるが、環境コンサルタントは主に事業者で企業活動である点において、立場を異とする。